# Joseph Anton Zimmermann
Joseph Anton Zimmermann (* 1705 in Augsburg; † 29. November 1797 in München) war ein deutscher Kupferstecher.

## Leben und Wirken
Joseph Anton Zimmermann erhielt seine künstlerische Ausbildung in Regensburg und Augsburg. 1749 kam er nach München, wo er 1752 den Titel Hofkupferstecher erhielt. Im selben Jahr erhielt er das Privileg zur Herausgabe eines „Chur-Bayrisch-Geistlichen Calenders“. Sein bedeutendstes Werk ist eine Porträtsammlung des bayerischen Herrscherhauses von 1773 mit 150 Blättern. Ein weiteres Werk war die „Domus Wittelbachensis Numismatica, Oder Sammlung aller existierenden Münzen und Medaillen des durchlauchtigsten wittelsbachischen Stammhauses der ludovizinischen und rudolphinischen Linie“ von 1784 mit 34 Kupferstichen. Er starb in ärmlichen Verhältnissen nach längerer Krankheit.